# Меркурий (лунный кратер)
Кратер Меркурий (лат. Mercurius) — большой древний ударный кратер в северо-восточной области видимой стороны Луны. Название присвоено в честь древнеримского бога - покровителя торговли Меркурия и утверждено Международным астрономическим союзом в 1935 г. Образование кратера относится к нектарскому периоду.

## Описание кратера

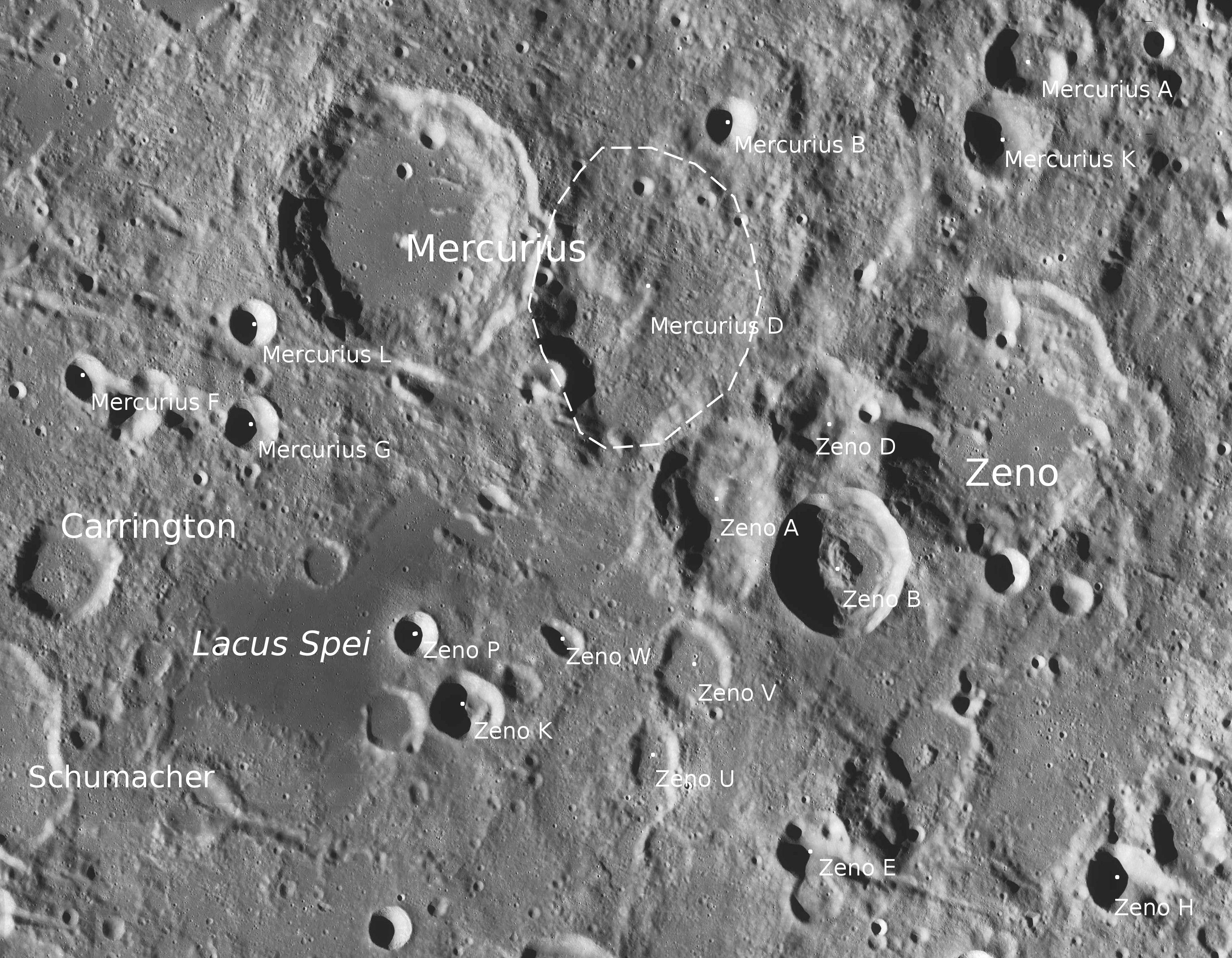
Окрестности кратера Меркурий. Снимок зонда Lunar Reconnaissance Orbiter.

Ближайшими соседями кратера являются кратер Эндимион на северо-западе; кратер Зенон на востоке-юго-востоке и кратер Керрингтон на юго-западе. На западе от кратера Меркурий находится Озеро Вечности; на северо-востоке Море Гумбольдта; на юге Озеро Надежды. Селенографические координаты центра кратера 46°40′ с. ш. 66°04′ в. д. / 46,66° с. ш. 66,07° в. д., диаметр 64,3 км, глубина 3600 м.
Кратер Меркурий имеет полигональную форму и значительно разрушен. Вал сглажен, перекрыт несколькими маленькими кратерами. Внутренний склон вала широкий, с сглаженными остатками террасовидной структуры и следами обрушения по всему периметру. Высота вала над окружающей местностью достигает 1260 м, объем кратера составляет приблизительно 3900 км³. Дно чаши затоплено и выровнено лавой, в северо-восточной части находится несколько невысоких хребтов. Над поверхносью лавы выступает вершина центрального пика несколько смещенная к юго-западу от центра чаши.

## Сателлитные кратеры
| Меркурий | Координаты                                            | Диаметр, км |
| -------- | ----------------------------------------------------- | ----------- |
| A        | 47°52′ с. ш. 73°16′ в. д. / 47,87° с. ш. 73,27° в. д. | 19,4        |
| B        | 47°26′ с. ш. 69°49′ в. д. / 47,43° с. ш. 69,82° в. д. | 11,8        |
| C        | 47°35′ с. ш. 59°40′ в. д. / 47,59° с. ш. 59,66° в. д. | 29,3        |
| D        | 46°08′ с. ш. 69°00′ в. д. / 46,13° с. ш. 69° в. д.    | 69,5        |
| E        | 49°46′ с. ш. 73°26′ в. д. / 49,76° с. ш. 73,43° в. д. | 24,8        |
| F        | 45°11′ с. ш. 62°51′ в. д. / 45,19° с. ш. 62,85° в. д. | 13,8        |
| G        | 45°07′ с. ш. 64°13′ в. д. / 45,11° с. ш. 64,22° в. д. | 13,9        |
| H        | 49°11′ с. ш. 63°29′ в. д. / 49,19° с. ш. 63,48° в. д. | 10,0        |
| J        | 47°09′ с. ш. 58°59′ в. д. / 47,15° с. ш. 58,99° в. д. | 10,4        |
| K        | 47°19′ с. ш. 73°01′ в. д. / 47,32° с. ш. 73,01° в. д. | 20,0        |
| L        | 45°54′ с. ш. 64°14′ в. д. / 45,9° с. ш. 64,24° в. д.  | 11,6        |
| M        | 50°51′ с. ш. 74°07′ в. д. / 50,85° с. ш. 74,12° в. д. | 41,5        |

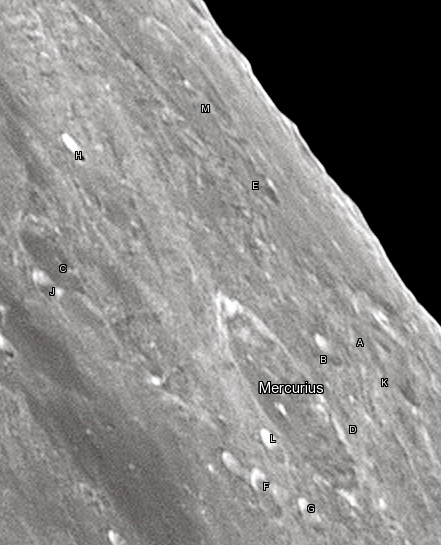
Снимок Девида Кемпбелла.

- Образование сателлитного кратера Меркурий M относится к нектарскому периоду[1].

## См.также
- Список кратеров на Луне
- Лунный кратер
- Морфологический каталог кратеров Луны
- Планетная номенклатура
- Селенография
- Минералогия Луны
- Геология Луны
- Поздняя тяжёлая бомбардировка